# 14498 Bernini
14498 Bernini è un asteroide della fascia principale. Scoperto nel 1995, presenta un'orbita caratterizzata da un semiasse maggiore pari a 2,753646 UA e da un'eccentricità di 0,135721, inclinata di 3,658989° rispetto all'eclittica. Ha un diametro di 6,751 km e un'albedo di 0,203.
Fa parte della famiglia di asteroidi Xizang.
È dedicato a Gian Lorenzo Bernini, celeberrimo scultore italiano.